# Guillermo Cosío Vidaurri
Guillermo Cosío Vidaurri (Guadalajara, Jalisco; 4 de septiembre de 1929[cita requerida]-ib., 13 de noviembre de 2019) fue un político mexicano, miembro del Partido Revolucionario Institucional, que ocupó varios cargos políticos; entre ellos, fue gobernador de Jalisco de 1989 a 1992, presidente municipal de Guadalajara y embajador de México en Guatemala. Fue uno de los diez gobernadores mexicanos que entre 1988 y 2014 renunciaron a su cargo.

## Datos biográficos

### Trayectoria política
Guillermo Cosío Vidaurri fue presidente municipal de Guadalajara de 1971 a 1973, diputado federal a la L Legislatura en representación del I Distrito Electoral Federal de Jalisco de 1976 a 1979, en 1981 fue secretario general del Comité Ejecutivo Nacional del PRI, siendo presidente Javier García Paniagua, director del Metro de la Ciudad de México y de 1982 a 1988 fue secretario general de gobierno del Distrito Federal cuando el regente era Ramón Aguirre Velázquez.

#### Gobernador de Jalisco
Siendo diputado federal por tercera ocasión, se le mencionó nuevamente como probable candidato del PRI a gobernador en las elecciones estatales de 1988; sin embargo, y hasta antes de la elecciones federales de ese año, se consideró prácticamente descartada su postulación, superada por las opciones de Luis Enrique Bracamontes, Eugenio Ruiz Orozco y Arnulfo Villaseñor Saavedra. A pesar de ello, en las elecciones federales del 6 de julio de 1988 los resultados oficiales —señalados como fraudulentos por la oposición, en el caso de la elección presidencial— dieron amplias victorias al PAN en los distritos electorales del Área Metropolitana de Guadalajara y en otras partes del estado, por lo que rápidamente, y en medio del conflicto postelectoral que, por el rechazo a reconocer la victoria del PRI por parte de la oposición, se desarrollaba en el país y con el evidente cambio en el ambiente político del estado que hacía necesario un político con arraigo y ampliamente conocido por la población, Guillermo Cosío Vidaurri fue destapado como candidato del PRI a la gubertura, el 25 de julio de 1988, por el dirigente nacional priista, Jorge de la Vega Domínguez.
En las elecciones de ese año, realizadas el domingo 4 de diciembre, enfrentó al candidato del PAN, Héctor Pérez Plazola, y al candidato de la Coalición Cardenista Jalisciense, Jorge Amador Amador, y fue declarado ganador, con 518,480 votos a su favor, que representaban el 49.7% de los votos, frente al 22.2% de su competidor más cercano, Héctor Pérez Plazola. Sin embargo, fueron rechazados y señalados como fraudulentos por sus contrincantes. Rindió protesta como gobernador constitucional el 1 de marzo de 1989, en medio de un masivo festejo al que asistieron el entonces presidente de la República, Carlos Salinas de Gortari, once secretarios de Estado y veintiún gobernadores estatales, entre muchos otros funcionarios públicos.
Luego de las explosiones de Guadalajara de 1992 el 22 de abril, la sociedad civil reclamó su renuncia por presunta negligencia a través de protestas públicas y desplegados en medios de comunicación, a lo que inicialmente Cosío se negó, argumentando no haber tenido una responsabilidad directa en la tragedia. Sin embargo, y ante la presión social y sobre todo por indicaciones del gobierno federal, encabezado por Carlos Salinas de Gortari, finalmente presentó su solicitud de licencia al Congreso del Estado de Jalisco el 30 de abril y que fue aprobada casi por unanimidad —votó en contra el único diputado del PFCRN— y siendo nombrado para suplirlo Carlos Rivera Aceves, quien fue rechazado por la sociedad civil por sus vínculos políticos. Cosío Vidaurri fue acusado también de haber asignado obra pública a familiares. Fue embajador en Guatemala.
Falleció el 13 de noviembre del 2019, como consecuencia de una neumonía, luego de contraer dengue en octubre de ese mismo año.